# Єлизавета Баварська (1383—1442)
Єлизавета Баварська (нім. Elisabeth von Bayern, 1383 — 13 листопада 1442) — представниця династії Віттельсбахів XIV—XV сторіччя, донька герцога Ландсгут-Баварії Фрідріха та італійської аристократки з Мілану Маддалени Вісконті, дружина курфюрста Бранденбургу Фрідріха I. Носила прізвисько Прекрасна Бет.

## Біографія
Народилась у 1383 році. Стала первістком в родині герцога Ландсгут-Баварії Фрідріха та його другої дружини Магдалени Вісконті, з'явившись на світ за два роки після їхнього весілля. Мала молодших сестер Маргариту та Магдалену й братів Генріха та Йоганна.
У приблизно 18-річному віці стала дружиною 30-річного маркграфа Бранденбург-Ансбаху та бургграфа Нюрнбергу Фрідріха. Весілля відбулося 18 вересня 1401 року у Шонгау. У подружжя народилося десятеро дітей
У 1415 році її чоловік став курфюрстом Бранденбурзької марки. Під час його тривалих подорожей до Італії, Угорщини та до Констанцького собору Єлизавета виступала регенткою країни. Її правління було енергійним та мудрим, незважаючи на численні проблеми, з якими стикався Бранденбург в той час.
Фрідріх пішов з життя у вересні 1440 року. Єлизавети не стало 13 листопада 1442 року. Курфюрстіна була похована поруч із чоловіком у маркграфській крипті Гайльсброннського монастиря поблизу Ансбаха.

## Родина

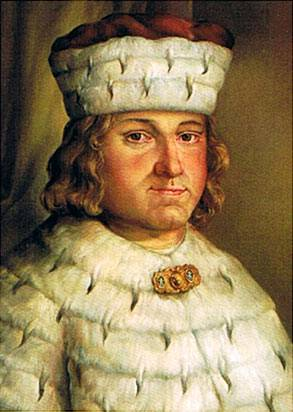
Портрет Фрідріха роботи невідомого майстра

Чоловік — Фрідріх I, курфюрст Бранденбурзький
Діти:
- Єлизавета (1403—1449) — була двічі одружена, мала четверо дітей від першого шлюбу;
- Цецилія (1405—1449) — дружина герцога Брауншвейг-Вольфенбюттеля Вільгельма I, мала двох синів;
- Йоганн (1406—1464) — маркграф Бранденбург-Кульмбаху у 1440—1457, був одруженим із Барбарою Саксен-Віттенберзькою, мав четверо дітей;
- Маргарита (1410—1465) — була тричі одружена, мала двох дітей;
- Магдалена (1412—1454) — дружина герцога Брауншвейг-Люнебурга Фрідріха II, мала чотирьох дітей;
- Фрідріх (1413—1471) — курфюрст Бранденбургу у 1437—1470 роках, був одруженим із Катаріною Саксонською, мав трьох дітей у шлюбі та позашлюбного сина;
- Альбрехт (1414—1486) — курфюрст Бранденбургу у 1470—1486 роках, був двічі одруженим, мав дев'ятнадцятеро дітей;
- Софія (1416—1416/1417) — померла немовлям;
- Доротея (1420—1491) — дружина герцога Мекленбургу Генріха IV, мала восьмеро дітей;
- Фрідріх (1424—1463) — маркграф Бранденбург-Альтмарку, був одруженим Агнесою Померанською, мав єдину доньку.